# Viktor Speth von Schülzburg
Viktor Franz August Freiherr Speth von Schülzburg (* 2. April 1887 in Innsbruck; † (vermisst) 31. August 1945 in Landsberg an der Warthe) war österreichischer Konsul in Berlin.

## Leben und Wirken
Viktor Franz August Freiherr Speth von Schülzburg war ein Sohn von Viktor Freiherr von Speth-Schülzburg (1859–1889) und Anna Sommer (1864–1938). Er wurde zum Doktor der Rechte promoviert und österreichischer Konsul in Berlin.
Am 20. April 1918 heiratete er in Graz Martha Antonia Franziska Gabriele Maria von Rainer zu Harbach (* 25. Februar 1895 in Luttenberg; † 18. Dezember 1981 in Graz). Die Ehe wurde 1925 geschieden, worauf er in zweiter Ehe am 17. August 1926 in Wien Anne-Marie Marcelle Lacroix (* 9. Januar 1897 in St. Claude, Jura) ehelichte. Diese zweite Ehe wurde im Jahr 1939 ebenfalls geschieden. Am 18. November 1939 vermählte er sich in dritter Ehe mit Mechthild Freiin von Hanstein (* 3. November 1902 in Frankfurt an der Oder; † 1978 in Berlin). Aus erster Ehe stammen die Töchter Maria Gabriele (Mariella) Seraphine Ida Anna Martha Elisabeth Nadejda und Marie Assunta Christiane Martha Viktoria Aloisia Franziska Josephine, aus zweiter Ehe die Tochter Marie-Anne (Annette) Zita Gabrielle Elisabeth Victoria Mechthild und der Sohn Eberhard Reinhard Hermann Wilderich Alfons Yves Franz-Joseph, aus dritter Ehe die Tochter Maria Mechthild.